# Dynastie asturo-léonaise

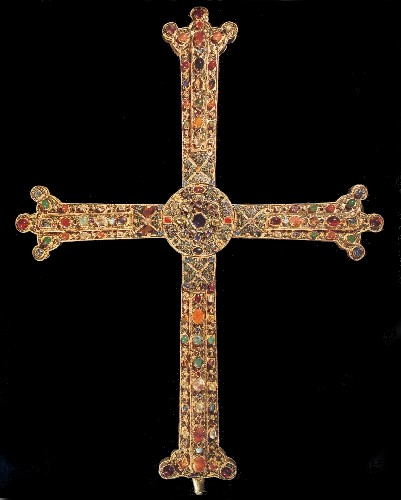
La Croix de la Victoire, symbole de la dynastie asturo-léonaise

La dynastie asturo-léonaise ou asturienne  (en espagnol : dinastía asturiana o astur-leonesa, connue en arabe sous le nom de Banī Adhfūnsh (« fils d'Alphonse Ier »), fut la famille régnante du royaume des Asturies et de León de 739 à 1037. Sous leur règne, le royaume asturo-léonais est passé d'une petite enclave montagneuse à l'une des puissances dominantes en Hispanie.
La première famille régnante des Asturies n'a duré que deux générations : Pélage (718-737) et Favila (737-739). À ce dernier succède Alphonse Ier, fils du duc Pierre de Cantabrie qui épouse la sœur de Favila, Ermesinda. Il fonda une dynastie qui dura près de 300 ans.
Pendant le premier siècle, le pouvoir alterne entre les descendants d'Alphonse et ceux de son frère, Fruela de Cantabrie. Mais à la mort du petit-fils d'Alphonse Ier, Alphonse II (842), les descendants de Fruela montent définitivement sur le trône, avec à leur tête Ramire Ier. À la mort d'Alphonse III (910), le royaume est partagé entre ses fils. Le Xe siècle est donc caractérisé par des luttes familiales intestines, qui ne prennent fin qu'avec la succession de Bermude II en 984. Au cours de cette période, cependant, le pouvoir du royaume voisin de Pampelune s'est accru et, en 1034, les Pampelons ont pris León.
Le règne de la dynastie prend fin trois ans plus tard lorsque Bermude III est tué dans une bataille contre son beau-frère, Ferdinand de Castille, de la dynastie des Jiménez de Pampelune, qui monte sur le trône.
L'historiographie produite par et pour la dynastie, telle que la Chronique d'Alphonse III (fin du IXe siècle), fait du duc Pierre un descendant du roi wisigoth Récarède Ier et souligne la supposée ascendance wisigothique de la dynastie.